# NGC 7035A
NGC 7035A (другие обозначения — PGC 66257, ESO 530-15A) — галактика в созвездии Козерог.
Этот объект не входит в число перечисленных в оригинальной редакции «Нового общего каталога» и был добавлен позднее.